# Landtagswahlkreis Hannover-Mitte
Der Wahlkreis Hannover-Mitte ist ein Wahlkreis zur Wahl des niedersächsischen Landtages. Er umfasst die Stadt Hannover mit den Stadtteilen Calenberger Neustadt, List, Mitte, Nordstadt, Oststadt und Vahrenwald.

## Landtagswahl 2022
Zur Landtagswahl in Niedersachsen 2022 traten im Wahlkreis Hannover-Mitte elf Direktkandidaten an. Direkt gewählte Abgeordnete ist Julia Hamburg (Grüne). Der Wahlkreis trug die Wahlkreisnummer 27.
| Gegenstand der Nachweisung | Gegenstand der Nachweisung | Erst- stimmen | Erst- stimmen | Zweit- stimmen | Zweit- stimmen |
| Bewerber                   | Partei                     | Anzahl        | %             | Anzahl         | %              |
| -------------------------- | -------------------------- | ------------- | ------------- | -------------- | -------------- |
| Wahlberechtigte            | Wahlberechtigte            | 83.350        | 83.350        | 83.350         | 83.350         |
| Wähler                     | Wähler                     | 52.824        | 52.824        | 63,4 %         | 63,4 %         |
| Ungültige Stimmen          | Ungültige Stimmen          | 443           | 0,8           | 317            | 0,6            |
| Gültige Stimmen            | Gültige Stimmen            | 52.381        | 99,2          | 52.507         | 99,4           |
| davon                      |                            |               |               |                |                |
| Alptekin Kirci             | SPD                        | 15.269        | 29,1          | 15.532         | 29,6           |
| Diana Rieck-Vogt           | CDU                        | 8.508         | 16,2          | 7.688          | 14,6           |
| Julia Willie Hamburg       | GRÜNE                      | 18.610        | 35,5          | 17.137         | 32,6           |
| Felix Mönkemeyer           | LINKE                      | 2.430         | 4,6           | 2.711          | 5,2            |
| Katharina Wieking          | FDP                        | 2.201         | 4,2           | 2.760          | 5,3            |
| Holger Pistol              | AfD                        | 2.734         | 5,2           | 2.750          | 5,2            |
| Luca Schroeder             | Die PARTEI                 | 1.129         | 2,2           | 1.010          | 1,9            |
| Reiner Budnick             | PIRATEN                    | 425           | 0,8           | 317            | 0,6            |
|                            | FREIE WÄHLER               |               |               | 246            | 0,5            |
|                            | Tierschutzpartei           |               |               | 811            | 1,5            |
| Lucas Wendel               | Volt                       | 647           | 1,2           | 809            | 1,5            |
|                            | dieBasis                   |               |               | 399            | 0,8            |
| Roxane Kirschmann          | Die Humanisten             | 238           | 0,5           | 198            | 0,4            |
| Robert Hadrian Riedel      | Einzelbewerber             | 190           | 0,4           |                |                |
|                            | Gesundheitsforschung       |               |               | 139            | 0,3            |

## Landtagswahl 2017
Zur Landtagswahl in Niedersachsen 2017 traten im Wahlkreis Hannover-Mitte sieben Direktkandidaten an. Direkt gewählter Abgeordneter ist Alptekin Kirci (SPD). Über die Landesliste zog zusätzlich Mareike Wulf (CDU) in den niedersächsischen Landtag ein. Der Wahlkreis trug die Wahlkreisnummer 28.
| Partei                | Direktkandidat        | Erststimmen | Zweitstimmen |
| --------------------- | --------------------- | ----------- | ------------ |
| CDU                   | Mareike Wulf          | 25,4        | 19,6         |
| SPD                   | Alptekin Kirci        | 41,4        | 39,0         |
| Bündnis 90/Die Grünen | Maaret Westphely      | 16,0        | 16,9         |
| FDP                   | Björn-Christian Seela | 5,3         | 7,3          |
| DIE LINKE             | Veli Yildrim          | 7,5         | 9,3          |
| AfD                   |                       |             | 4,3          |
| BGE                   |                       |             | 0,2          |
| DM                    |                       |             | 0,2          |
| Freie Wähler          |                       |             | 0,3          |
| LKR                   |                       |             | 0,0          |
| Ödp                   |                       |             | 0,2          |
| Die Partei            | Marc-Oliver Schrank   | 3,3         | 1,5          |
| Tierschutzpartei      |                       |             | 0,7          |
| Piratenpartei         | Reiner Budnick        | 1,0         | 0,4          |
| V-Partei³             |                       |             | 0,2          |

## Landtagswahl 2013
Zur Landtagswahl in Niedersachsen 2013 traten im Wahlkreis Hannover-Mitte acht Direktkandidaten an. Direkt gewählter Abgeordneter war Michael Höntsch (SPD). Über die Landesliste zogen zusätzlich Maaret Westphely (Bündnis 90/Die Grünen) sowie 2014 als Nachrückerin Aygül Özkan in den Niedersächsischen Landtag ein.
| Partei                | Direktkandidat      | Erststimmen | Zweitstimmen |
| --------------------- | ------------------- | ----------- | ------------ |
| SPD                   | Michael Höntsch     | 43,8        | 36,1         |
| Bündnis 90/Die Grünen | Maaret Westphely    | 18,0        | 25,2         |
| CDU                   | Aygül Özkan         | 26,1        | 20,1         |
| FDP                   | Jens Meyburg        | 2,9         | 8,2          |
| Die Linke             | Oliver Förste       | 4,3         | 4,7          |
| Piratenpartei         | Reiner Budnick      | 2,8         | 3,2          |
| Freie Wähler          | Marc Krüger         | 1,7         | 1,1          |
| NPD                   |                     |             | 0,7          |
| Einzelbewerber        | Heiko-Norbert Voelz | 0,5         |              |
| Die Freiheit          |                     |             | 0,4          |
| PBC                   |                     |             | 0,1          |
| Bündnis 21/RRP        |                     |             | 0,1          |

## Landtagswahl 2008
Zur Landtagswahl in Niedersachsen 2008 traten im Wahlkreis Hannover-Mitte sechs Kandidaten an. Direkt gewählter Abgeordneter war Stefan Schostok (SPD).
| Partei                     | Direktkandidat     | Erststimmen | Zweitstimmen |
| -------------------------- | ------------------ | ----------- | ------------ |
| SPD                        | Stefan Schostok    | 40,5        | 32,0         |
| CDU                        | Joachim Albrecht   | 29,4        | 26,9         |
| Bündnis 90/Die Grünen      | Enno Hagenah       | 15,5        | 18,6         |
| Die Linke                  | Christa Reichwaldt | 8,2         | 10,3         |
| FDP                        | Jens Meyburg       | 5,3         | 8,8          |
| Freie Wähler Niedersachsen | Detlef Schneiders  | 1,0         | 0,3          |
| NPD                        |                    |             | 1,2          |
| Mensch Umwelt Tierschutz   |                    |             | 0,5          |
| Die Grauen                 |                    |             | 0,4          |
| Die Friesen                |                    |             | 0,3          |
| Familien-Partei            |                    |             | 0,3          |
| Ab jetzt                   |                    |             | 0,2          |
| PBC                        |                    |             | 0,2          |
| ödp                        |                    |             | 0,1          |

## Landtagswahlkreis 31 Hannover-Mitte
Nach der Wahl 2003 erfolgte eine Neueinteilung der Landtagswahlkreise in Niedersachsen. Der bisherige Landtagswahlkreis 31 Hannover-Mitte wurde in den vergrößerten Landtagswahlkreis 28 Hannover-Mitte umbenannt. Dabei wurde der Wahlkreis Mitte mit den dazugehörigen Stadtteilen weiter nach Norden verschoben. Hinzugekommen ist dabei der bisherige Landtagswahlkreis 32 Hannover-List mit den Stadtteilen List und Vahrenwald. Vom Landtagswahlkreis 37 Hannover-Südwest wurde der Stadtteil Nordstadt und vom Landtagswahlkreis 36 Hannover-Linden der Stadtteil Calenberger Neustadt eingegliedert. Ausgegliedert wurde der Stadtteil Bult zum Landtagswahlkreis 24 Hannover-Döhren und der Stadtteil Südstadt zum Landtagswahlkreis 27 Hannover-Ricklingen.

### Landtagswahl 2003
Zur Landtagswahl in Niedersachsen 2003 traten im Wahlkreis Hannover-Mitte sieben Kandidaten an. Direkt gewählter Abgeordneter war Joachim Albrecht (CDU).
| Partei                             | Direktkandidat                   | Erststimmen | Zweitstimmen |
| ---------------------------------- | -------------------------------- | ----------- | ------------ |
| CDU                                | Joachim Albrecht                 | 41,8        | 36,8         |
| SPD                                | Heidrun Merk                     | 38,1        | 31,8         |
| Bündnis 90/Die Grünen              | Enno Hagenah                     | 14,0        | 19,9         |
| FDP                                | Anja Baumann de la Cruz Quintero | 4,2         | 9,3          |
| PDS                                | Frank Jaeschke                   | 1,0         | 0,8          |
| Die Grauen                         | Vladimir Pavlovic                | 0,6         | 0,4          |
| Partei Rechtsstaatlicher Offensive |                                  |             | 0,4          |
| REP                                |                                  |             | 0,3          |
| BüSo                               | Frauke Richter                   | 0,3         |              |
| PBC                                |                                  |             | 0,1          |
| ödp                                |                                  |             | 0,1          |